# Cerro Panizos
Cerro Panizos är ett berg i Bolivia, på gränsen till Argentina. Det ligger i den södra delen av landet, 400 km söder om huvudstaden Sucre. Toppen på Cerro Panizos är 5 248 meter över havet, eller 114 meter över den omgivande terrängen. Bredden vid basen är 1,3 km.
Terrängen runt Cerro Panizos är huvudsakligen kuperad, men söderut är den bergig. Trakten runt Cerro Panizos är nära nog obefolkad, med mindre än två invånare per kvadratkilometer..
Omgivningarna runt Cerro Panizos är i huvudsak ett öppet busklandskap.